# Capelle-les-Grands
Capelle-les-Grands és un municipi francès situat al departament de l'Eure i a la regió de Normandia. L'any 2007 tenia 385 habitants.

## Demografia

### Població
El 2007 la població de fet de Capelle-les-Grands era de 385 persones. Hi havia 143 famílies, de les quals 32 eren unipersonals (8 homes vivint sols i 24 dones vivint soles), 40 parelles sense fills, 55 parelles amb fills i 16 famílies monoparentals amb fills.
La població ha evolucionat segons el següent gràfic:
Habitants censats

### Habitatges
El 2007 hi havia 198 habitatges, 149 eren l'habitatge principal de la família, 42 eren segones residències i 7 estaven desocupats. Tots els 198 habitatges eren cases. Dels 149 habitatges principals, 130 estaven ocupats pels seus propietaris, 15 estaven llogats i ocupats pels llogaters i 4 estaven cedits a títol gratuït; 1 tenia una cambra, 4 en tenien dues, 22 en tenien tres, 36 en tenien quatre i 86 en tenien cinc o més. 101 habitatges disposaven pel capbaix d'una plaça de pàrquing. A 61 habitatges hi havia un automòbil i a 79 n'hi havia dos o més.

### Piràmide de població
La piràmide de població per edats i sexe el 2009 era:
| Homes | Edats   | Dones |
| ----- | ------- | ----- |
| 0     | 95 o +  | 0     |
| 0     | 90 a 94 | 0     |
| 0     | 85 a 89 | 4     |
| 0     | 80 a 84 | 0     |
| 8     | 75 a 79 | 8     |
| 4     | 70 a 74 | 8     |
| 16    | 65 a 69 | 8     |
| 12    | 60 a 64 | 16    |
| 4     | 55 a 59 | 12    |
| 12    | 50 a 54 | 16    |
| 4     | 45 a 49 | 4     |
| 16    | 40 a 44 | 12    |
| 28    | 35 a 39 | 12    |
| 8     | 30 a 34 | 24    |
| 4     | 25 a 29 | 8     |
| 8     | 20 a 24 | 4     |
| 4     | 15 a 19 | 24    |
| 12    | 10 a 14 | 16    |
| 16    | 5 a 9   | 12    |
| 12    | 0 a 4   | 8     |

## Economia
El 2007 la població en edat de treballar era de 242 persones, 177 eren actives i 65 eren inactives. De les 177 persones actives 159 estaven ocupades (89 homes i 70 dones) i 18 estaven aturades (7 homes i 11 dones). De les 65 persones inactives 25 estaven jubilades, 20 estaven estudiant i 20 estaven classificades com a «altres inactius».

### Ingressos
El 2009 a Capelle-les-Grands hi havia 151 unitats fiscals que integraven 406 persones, la mediana anual d'ingressos fiscals per persona era de 15.498,5 €.

### Activitats econòmiques
Dels 10 establiments que hi havia el 2007, 1 era d'una empresa de construcció, 4 d'empreses de comerç i reparació d'automòbils, 1 d'una empresa d'informació i comunicació, 1 d'una empresa financera, 2 d'empreses de serveis i 1 d'una empresa classificada com a «altres activitats de serveis».
L'únic servei als particulars que hi havia el 2009 era un electricista.
L'únic establiment comercial que hi havia el 2009 era una botiga d'equipament de la llar.
L'any 2000 a Capelle-les-Grands hi havia 28 explotacions agrícoles que ocupaven un total de 1.040 hectàrees.

## Equipaments sanitaris i escolars
El 2009 hi havia una escola elemental integrada dins d'un grup escolar amb les comunes properes formant una escola dispersa.

## Poblacions més properes
El següent diagrama mostra les poblacions més properes.